# تقریباً آسان
«تقریبا آسان» (به انگلیسی: Almost Easy) نام اولین ترانه از گروه هوی متال آمریکایی اونجد سون‌فولد از آلبومی با نام گروه  اونجد سون فولد است. این ترانه در فیلم تبدیل‌شوندگان: انتقام شکست‌خوردگان (آلبوم) و بازی جنون سرعت: پرو استریت مورد استفاده قرار گرفته است.